# Конституція Микити Муравйова
Конституція Микити Муравьйова — проєкт програмного документа Північного товариства, як і Руська правда (Павло Пестель) є найважливішим документом для дослідження ідеології декабристів.
Конституція Муравйова Микити Михайловича є результатом тривалої праці. Він почав її писати в 1821 році, але підготовчий період розпочався раніше. Муравйов вивчав Конституцію США, закони революційної Франції, іспанську конституцію 1812 року.
Конституція Муравйова збереглася в декількох варіантах. Їх порівняння показує як змінювались його політичні погляди. Проєкт конституції обговорювався членами Північного товариства, був відомий і членам Південного товариства, зокрема Пестелю Павло Івановичу. Але проєкт конституції Муравйова на відмінну від «Руської правди» Пестеля не була обговорена всіма членами Північного товариства, не була проголосована і прийнята організацією. В Північному товаристві було чимало республіканців. Та група декабристів, яка підготувала і організувала повстання 14 грудня 1825 року (керівники), дотримувалася республіканських переконань. Конституцію критикували Бестужев Микола Олександрович, Штейнгель Володимир Іванович.
Розпочинаючи роботу над проєктом в 1821 році Муравйов вже відійшов від республіканських поглядів, в цей час він схиляється до ідей конституційної монархії.

## Державний устрій
Проєкт передбачав введення в Росії конституційної монархії, якщо імператорська родина не прийняла б конституцію, як крайня міра пропонувалось її вигнання за межі країни і введення республіканського правління. Передбачався розподіл влади на законодавчу, виконавчу, судову. Імператор очолював виконавчу владу, законодавчої влади не мав. Як верховний чиновник отримував велику зарплатню (8 млн рублів на рік). Імператор командував військами, але не мав права розпочинати війну, укладати мир. Він не мав права виїжджати за кордон.
Муравйов — прихильник державного устрою Північно-Американських Сполучених Штатів. Росія за конституцією — федеративна держава, поділяється на 15 держав (областей). В кожній державі була своя столиця:
- Столиця федерації — Нижній Новгород.
- Ботницька — Гельсингфорс;
- Волховська — Петербург;
- Балтийська — Рига;
- Західна — Вільно;
- Дніпровська — Смоленськ;
- Чорноморська — Київ;
- Українська — Харків;
- Кавказька — Тифліс;
- Заволзька — Ярославль;
- Камська — Казань;
- Нізовська — Саратов;
- Обійська — Тобольськ;
- Ленська — Іркутськ;
- Московська область — Москва;
- Донська область — Черкаськ.

Вищий орган законодавчої влади стає двопалатне Народне віче: верхня палата — Верховна дума, нижня — Палата народних представників. Палата представників обиралася на два роки громадянами держави (один представник від 50 000 громадян чоловічої статі) в складі 450 членів (по розрахункам Муравйова). Усі члени Народного віче отримували по 5 руб. сріблом за кожний день засідання, дорожні витрати компенсувалися окремо.
Дума складалася з 42 членів (по 3 від кожної держави, по 2 члена від області).
Виборчі права отримували особи, які досягли 21 року. Жінки виборчого права не отримали.
Передбачався високий майновий ценз (500 руб.). Вводився ценз осілості, кочівники виборчого права не мали.
Муравйов мав намір ввести освітній ценз через 20 років після прийняття конституції.

## Права, свободи і обов'язки громадян
Відміна суспільних станів. Рівність усіх перед законом.
Затверджувалася низка свобод: свобода пересування та занять населення, свобода слова, друку, віросповідання.
Кожний громадянин повинен поважати і виконувати закони, бути завжди готовим до захисту Вітчизни.
Проєкт передбачав відміну станового суду і введення суду присяжних для усіх громадян.
Затверджувалося священне право приватної власності.
Знищувалися військові поселення.

## Відміна кріпацтва і земельне питання
Проєкт Муравйова проголошував відміну кріпацтва, але землі поміщиків залишались за ними, селяни визволялись без землі. Тільки в останньому варіанті проєкту він під тиском товаришів увів незначне наділення селян землею (по 2 десятини на двір).